# Nino Ricciardi
Nino Ricciardi (Vezzano Ligure, 15 dicembre 1921 – Riccò del Golfo di Spezia, 8 aprile 1945) è stato un militare e partigiano italiano, medaglia d'oro al valor militare alla memoria.

## Biografia
Nato a Vezzano Ligure da Giovanni e Maria Tivegna, venne chiamato alle armi in Marina nel 1941 e l'8 settembre 1943 si trovava a Trieste, imbarcato come fuochista sul cacciatorpediniere "Spada". Riuscito a sfuggire alla cattura da parte dei tedeschi, tornò in Liguria e a Migliarina si collegò alle organizzazioni della Resistenza. Nel dicembre del 1944 entrò a far parte del Battaglione "Vanni" della Brigata Garibaldi con il grado di sottotenente e il nome di battaglia "Vampa". Era comandante di un plotone quando cadde in combattimento nel tentativo di ostacolare i tedeschi in ritirata facendo saltare il ponte di Graveglia, località della frazione di San Benedetto nel comune di Riccò del Golfo.
A Ricciardi è stata dedicata una via del comune di La Spezia.